# Tenchi Muyō!
Tenchi Muyō! (天地無用! Tenchi Muyō!?) es una serie de anime, manga y novelas ligeras, creada por Kajishima Masaki y Hiroshi Hayashi, acerca de joven llamado Tenchi Masaki, la cual tuvo tanto éxito que se convirtió en una franquicia. Y de acuerdo con Moldiver, Tenchi Muyō es uno de los primeros éxitos para AIC, que ha realizado series como El Hazard, Battle Athletes, Oh My Goddess!, Dual! Parallel Trouble Adventure, teniendo a Kajishima Masaki como el artista principal detrás de la serie. Además de eso, introduce y es pionera del concepto del harem anime, que consiste en un hombre sin muchos talentos, junto a mujeres muy alocadas y distintas entre sí. Muy popular, actualmente, con series como Sailor Moon Crystal y Beastars.
El título de la obra encierra varios juegos de palabras. Tenchi Muyō es una expresión japonesa que se traduce como Este lado hacia arriba, aunque también puede traducirse como Ni Cielo ni Tierra (No Heaven and Earth) o Tenchi sobra ( No Need For Tenchi), una referencia al poco interés que despiertan los protagonistas masculinos de series harem comparados con los femeninos.
La serie original (Tenchi Muyō! Ryo-Ōki), tuvo seis episodios de tipo OVA, siendo lanzada en Japón en los años 1991 y 1992. Fue tal su popularidad que fue creado un séptimo episodio (conocido como el Especial de Tenchi), y un capítulo solitario denominado Mihoshi Special. En 1994, un segundo OVA fue creado y publicado, presentando los capítulos 8 al 13. Desde el 2003 al 2006, una tercera serie de OVA ha sido lanzados, con los episodios 14 al 19, centrándose en la historia de las tres diosas introducidas en el segundo OVA. Además de que posteriormente, continua con un vigésimo episodio. Con el cual, por el momento, finaliza la serie.
La primera y segunda serie de OVAs, los primeros dos especiales y las primeras dos series de TV fueron distribuidos en América Latina por Xystus con un doblaje chileno producido por Pioneer LDC.

## Argumento
Tenchi Masaki es un adolescente de 15 años; éste se encuentra a Ryoko, una pirata espacial que está huyendo de Mihoshi, una policía espacial, la cual se queda sin su nave después de tener un accidente. Esta, haciéndole creer que ella es la víctima, logra quedarse con la familia Masaki.
Después, recibiendo un mensaje de auxilio de la policía, asiste Ayeka, una princesa del planeta Jurai; a su llegada empieza la discordia entre las dos chicas, que son Ryoko y Ayeka, que luchan por el amor de Tenchi. Este último y los demás se enteran de una leyenda contada por el abuelo del mencionado Tenchi, que dice que en una cueva que se encuentra en su pueblo fue encerrado un duende desde hace 700 años, el cual fue encerrado pues era peligroso, por la curiosidad de todos rompieron el sello que lo encerraba y su sorpresa fue ver que no era un duende, sino una científica química llamada Washu, que fue expulsada del planeta Jurai por traición a esta. Kiyone, la camarada de Mihoshi, es enviada en su búsqueda; cuando esta llega, ve a todas las personas más buscadas del planeta Jurai. Sasami, la hermana menor de Ayeka, llega en su búsqueda y decide quedarse allí para cuidar a su hermana.

## Personajes
| Principales - Tenchi Masaki - Ryōko Hakubi - Ayeka Masaki Jurai - Sasami Masaki Jurai - Washū Hakubi - Mihoshi Kuramitsu - Ryō-Ōki - Noike Kamiki Jurai - Kiyone Makibi - Sakuya Kumashiro - Yuughy | Secundarios - Nobuyuki Masaki - Katsuhito Masaki - Tennyo Masaki - Airi Masaki - Azaka y Kamidake - Minami Kuramitsu - Azusa Masaki Jurai - Funaho - Misaki Masaki Jurai - Tsunami - Tokimi - Nagi - Minagi - Naja Akara - Matori - Tsugaru |

## Contenido de la obra
Las tres series mayores son Tenchi Muyō! Ryo-Ōki, Tenchi Universe, y Tenchi in Tokyo. La primera serie, TM!R, es el OVA introductorio de los personajes. Los siguientes son re-makes de los mismos personajes, con la adición de Kiyone Makabi, lo cual hace que la historia sea un poco diferente de la original.
El primer re-make de la serie fue Tenchi Muyō!, TV (Tenchi Universe), (que también es conocida como Tenchi Universo o el Universo de Tenchi), lanzado en 1995. Tuvo 26 Episodios, para televisión. Contando la historia de una forma diferente, a la de Ryo-Ōki. Además de contar, con la adición de Kiyone, la compañera de Mihoshi. Se basa en los primeros 13 episodios de la serie, sin tomar en cuenta a Tsunami.
El segundo re-make de la serie fue Shin Tenchi Muyō (Tenchi in Tokyo), estrenada en 1997, cambiando demasiado el argumento de la serie original, y que principalmente trata de cuando Tenchi se va a estudiar la preparatoria y conoce a una chica llamada Sakuya, la cual al igual que las otras chicas, está interesada en él. Tuvo 26 episodios. Esta serie fue muy poco aceptada.

### Tenchi Muyō! Kajishima Canon
El siguiente canon está aceptado por el creador de la serie:
- Tenchi Muyō! Ryo-Ōki OVA 1 (episodios 1-6)
- Tenchi Muyō! Ryo-Ōki OVA 1 Especial, La noche del Carnaval (episodio 7)
- Tenchi Muyō! Ryo-Ōki OVA 2 (episodios 8-13 + episodio bonus 13.5)
- Tenchi Muyō! Ryo-Ōki OVA 3 (episodios 14-19)
- Tenchi Muyō! Ryo-Ōki OVA 3 Special (episodio 20)
- Tenchi Muyō! GXP: Galaxy Police Transporter
- Shin Tenchi Muyō! Yosho (Novela)
- Shin Tenchi Muyō! Washu (Novela)
- 101 Preguntas y Respuestas de Tenchi Muyō! Ryo-Oh-Ki

### Tenchi Muyō! Hasegawa Canon
Naoko Hasegawa, el coescritor del primer OVA y escritor de los Ovas 3 y 5, usa un canon diferente. El cual es el siguiente:
- Tenchi Muyō! Ryo-Ōki OVA 1, (Episodios 1-6)
- Tenchi Muyō! Ryo-Ōki Manatsu no Carnival (Episodio 7)
- Tenchi Muyō! Ryo-Ōki Manatsu no Carnival (Radio Drama) (Adaptación del Episodio 7)
- Tenchi Muyō! Ryo-Ōki OVA 2 (Episodios 8-13)
- Tenchi Muyō! Ryo-Ōki OVA 2 (Episodio 13.5): Especial de Mihoshi
- Tenchi Muyō! Ryo-Ōki Manatsu no Eve (2.ª Película)
- 13 Novelas Ligeras, escritas por el mismo.

Hasegawa también participó en la realización de las series de televisión, además de la incorporación de Kiyone y Achika (madre de Tenchi en las películas). Pero por lo mismo, las series no siguen la misma continuidad de las ovas como la segunda película. Notablemente, Hasegawa considera al especial de Mihoshi como una parte canónica, porque de ahí se derivaron "Pretty Sammy" y "Tenchi Muyō GXP". Mientras que las series siguen su propia línea argumental.

### Tenchi Television, A.K.A. Negishi Canon
Llamado el canon de Negishi, luego que el director que creó la serie principal fuera forzado a dejar la serie y conectar las películas, la serie de televisión (conocido solamente como Tenchi Muyō! en la televisión de Japón). Kiyone tiene un papel más destacado en esta variante de la serie.
- Tenchi Muyō! (Universo de Tenchi), 26 episodios
- Tenchi Muyō! In Love (película 1)
- Tenchi Muyō! In Love 2: Haruka Naru Omoi (película 3)

### Tenchi In Tokyo
Shin Tenchi Muyō! (conocido como Tenchi en Tokio) fue lanzada como la tercera versión de la historia en 1997, pero se centra en las aventuras de Tenchi en la Preparatoria. Tiene 26 episodios de televisión, y muchos de los personajes principales tienen otras personalidad. Debido a que fue diferente a las versiones anteriores de Tenchi Muyō!, no tuvo mucha aceptación de los fanes.

### Novelas ligeras
- Shin Tenchi Muyō! Jurai (novela, cuenta la vida de Azusa desde niño en el episodio 13)
- Shin Tenchi Muyō! Yosho (novela, cuenta la vida de Yosho desde niño hasta que derrota a Ryōko, en la Tierra)
- Shin Tenchi Muyō! Washū (novela, cuenta la historia de Washū desde que fue encontrada hace 20.000 años atrás, hasta la muerte de su amiga Naja)
- Tenchi Muyō! GXP 01
- Tenchi Muyō! GXP 02 (novela, lanzamiento en el 2006)

### Otros materiales
- Varios dōjinshi de Kajishima.
- Varias entrevistas con Kajishima.
- El libro 101 Preguntas y Respuestas de Tenchi Muyō! Ryo-Ō-Ki.
- Tenchi Muyō! Ryo-Ōki Manatsu no Carnival (drama hablado).
- Una serie de 12 novelas por Hasegawa, incluyendo el libro Manatsu no Eve, en cual se basó la película.

### Spin-offs

#### Pretty Sammy
El primer spin-off es Mahou Shoujo Pretty Sammy, una serie del género chica mágica, en donde Sasami es la protagonista y es hermana de Tenchi. La primera vez que Pretty Sammy apareció fue en unos videos musicales. Pero se le toma importancia en 1995, con tres ovas de 40 minutos aproximadamente, de hecho esos videos promocionaban a las ovas. En las OVAS, el apellido de Tenchi y de Sasami es Kawai. La misma animación fue utilizada en el especial de Mihoshi, y en una secuencia de una realidad alterna en "El Universo de Tenchi", cuando viajan por el tiempo y el espacio.
La segunda se llama Magical Project S y se compone de 26 episodios y fue estrenada en Japón en 1996. Pero tiene una continuidad diferente, Tenchi aparece en un solo capítulo, Ayeka aparece como la malvada Romio y Ryoko aparece como la guardiana de Tsunami con el nombre de Oryo.

#### Tenchi Muyō! GXP
El segundo spin-off es Tenchi Muyō! GXP, estrenado en Japón en el 2001. La serie toma lugar un poco después de los eventos ocurridos en la tercera ova, aunque la ova terminara tiempo después. Tiene 26 episodios. El protagonista es Seina Yamada, un amigo de Tenchi Masaki, quien accidentalmente ingresa a la policía galáctica. Muchos personajes de Tenchi Muyō! Ryo-Ōki aparecen en la serie. En especial en el episodio 17, que es un cross-over. Además es aceptada dentro del Canon del creador de la serie.

#### Sasami: Magical Girl Club
El tercer spin-off estrenado en Japón en el 2006, vuelve a tener a Sasami como la protagonista. Y su apellido vuelve a cambiar, ahora es Sasami Iwakura. Y vendría siendo a su vez un spin-off de Pretty Sammy.

#### Tenchi Muyo! War on Geminar
Esta serie es un spin-off de Tenchi Muyo! Ryo-Ohki y cuenta la historia de Kenshi Masaki quien es el medio hermano de Tenchi Masaki y solía vivir en Japón, hasta que fue llevado a Geminar. Geminar ha sido testigo de una cantidad sin fin de guerras usando Seikijin, armas biomecánicas controladas por un guerrero llamado Seikishi usando un poder mágico llamado Ahou. Es revelado que Kenshi es un increíble Seikishi y parecer que alguien tiene una razón para que Kenshi este en Geminar, pero quien y porque es desconocido.

#### Ai Tenchi Muyō!
En esta historia, el mundo está en caos por culpa de Washu. Para poder arreglar el problema, Tenchi Masaki deberá infiltrarse y hacerse pasar por profesor de un instituto femenino. Por desgracia para él, los problemas siempre aparecen en su camino, y tendrá que lidiar con las travesuras de sus nuevas estudiantes. Obra conmemorativa del 20 aniversario de la serie.

### Otros spin-offs
Otras versiones de Tenchi Muyō son mangas, novelas, videojuegos y radio dramas.
La serie de Dual! Parallel Trouble Adventure está relacionada con "El Universo de Tenchi" por usar Alas Ligeras. Y se asocia con la dinastía de la familia real de Jurai. El Mecha Jinv, de Dual, hace una aparición en Tenchi Muyō! GXP, Kiyone, Ramia, y Misao hacen un cameo en la serie. Y hay mucha especulación concerniente a una civilización, de la cual el personaje 'D' viene.
Kajishima comenta que Dual es paralela a "El Universo de Tenchi", como una versión alterna.
Nota: Jinv, de dual parallel hace presencia en GXP, pero GXP está relacionado con Tenchi Muyo! Ryo-Ohki, no con Tenchi universe y Kiyone(la compañera policial de Mihoshi) no aparece nunca en gxp. En "Tenchi Muyo! Ryo-Ohki", Kiyone es la madre fallecida de Tenchi, mas no tiene que ver con la Kiyone de "El Universo de Tenchi".

### Películas
Hay tres películas: Tenchi Muyō in Love! (Enamorado), 1996; Tenchi Muyō: Manatsu no Eve (La hija de la oscuridad), 1997; y Tenchi Muyō in Love 2: Haruka Naru Omoi (Tenchi para siempre), 1999.
Las películas 1 y 3 intentan dar continuidad a Universo de Tenchi, haciendo que luego de la película 3, concluya con la serie.
La continuidad de la película 2 es más complicada. Está escrita por Naoko Hasegawa, quien fue la coescritora de la primera serie de OVAS y escribió varias de las novelas en japonés; la película se basa en una de sus novelas.
La película 2 es a veces excluyente del Universo de Tenchi por la presencia de Kiyone y porque Ayeka se refiere al "árbol de su hermano" en vez de "su árbol", mientras habla a Katsuhito. Kiyone está presente porque esta película está basada en la novela de Hasegawa, la línea de Ayeka está mal traducida. En realidad, la película es una versión animada de la novela escrita por ella, del mismo nombre, y es parte de su continuidad.

#### Tenchi Muyō! in Love (Enamorado) (1996)
Tenchi Muyō! in Love fue la primera película de Tenchi, y como lugar en la línea del tiempo.
La película trata de cómo el grupo de chicas debe salvar a Tenchi luego de ser secuestrado por el criminal Kain, quien viajó en el tiempo para destruir a la madre de Tenchi, así Achika Masaki no hubiese tenido como hijo a Tenchi, y así evitar su conquista de Jurai. Para salvar a Achika y Tenchi, deben regresar al año 1970, para proteger a sus padres, que son estudiantes.

#### Tenchi Muyō: Manatsu no Eve (La hija de la oscuridad) (1997)
Tenchi Muyō: Manatsu no Eve (Manatsu no Eve) es la segunda película de Tenchi.
La película trata acerca de una chica llamada Mayuka, que aparece de la nada, reclamando ser la hija de Tenchi. Ryoko y Ayeka sospechan, Sasami se convierte en amiga de la "sospechosa", Kiyone y Mihoshi son las mismas de siempre y Washu sospecha de algo. Mayuka revela que es creada por la villana Yuzuha, quien buscaba venganza en Yosho, porque luego de ser amigos cuando niños, ella fue humillada por los Juraians.
Las chicas tendrán que ir a rescatar a Tenchi de Yuzuha y, de paso, salvar a Mayuka de su control.

#### Tenchi Muyō! in Love 2: Haruka Naru Omoi (Tenchi para siempre) (1999)
Tenchi Muyō! in Love 2: Haruka Naru Omoi es la tercera y la última de las películas. La película toma lugar luego de la película 1 y tiene un sentido más adulto que el resto de la serie.
Luego de una pelea entre Ryōko y Ayeka, Tenchi va las montañas seducido por una bella mujer, siendo llevado dentro de un árbol. Él desaparece y nadie lo puede encontrar. Luego de 6 meses, las chicas investigan y comienzan a buscar a Tenchi, pero algo es extraño; Tenchi se encuentra con una mujer llamada Haruna, se ve algo diferente y se encuentra interesado por ella, habiendo olvidado su vida previa.
Tanto las chicas como su abuelo tratarán de salvar a Tenchi de Haruna y regresarlo a la normalidad.

### Manga
El manga de Tenchi consta de dos series: Tenchi Muyō! y Shin Tenchi Muyō! (shin es "nuevo" en japonés). En Estados Unidos fueron lanzados como No Need for Tenchi y The All-New Tenchi Muyō!.
Diferente a la mayoría de los animes y mangas, para Tenchi fue primero la serie de anime y luego el manga, el cual es considerado como no oficial. Está basado en las series de OVA 1 y OVA 2. El manga se editó luego del lanzamiento del OVA 2, pero no se incluyeron inmediatamente al principio. Como el manga no es oficial, los elementos del manga nunca fueron incluidos al anime.
Entonces, como todo el manga no es canon para el anime, esto es tomado como una realidad alternativa de la historia.
Series de mangas lanzadas en Estados Unidos
- "No Need for Tenchi"
- "No Need for Tenchi: Magical Girl Pretty Sammy"
- "No Need for Tenchi: Tenchi in Love"
- "Tenchi Muyō: Sasami Stories"
- "The All New Tenchi Muyō"